# Hyalinothrix
Hyalinothrix is een geslacht van zeesterren uit de familie Ganeriidae.

## Soorten
- Hyalinothrix gracilis Aziz & Jangoux, 1985
- Hyalinothrix millespina Fisher, 1911